# Bastian Bender
Bastian Bender (* 14. Januar 1981 in Frankfurt am Main) ist ein deutscher Hörfunk- und Fernsehmoderator.

## Leben
Von 2000 bis 2001 war Bender Praktikant und danach freier Mitarbeiter bei dem Hörfunksender hr3. Von 2001 bis 2002 war er Moderator bei planet more music radio und 2002 bei einem Radiosender der Messe Frankfurt tätig. Von 2002 bis 2006 moderierte Bender das Morgenprogramm des Radiosenders Radio RSG in Solingen und absolvierte dort sein Volontariat. Zudem war er zwei Jahre Sonntagsmoderator bei Radio Wuppertal. Ab 2006 war Bender Nachmittagsmoderator bei Landeswelle Thüringen in Erfurt. Von Juli 2008 bis September 2012 war er der Morgenmoderator des Senders mit Bastian Bender und das LandesWelle Morgenteam. Anschließend moderierte er bis Ende 2017 bei MDR Thüringen. Er moderiert seit 2013 bei WDR 4, meistens WDR 4 Mein Nachmittag in NRW, und seit 2020 bei hr3. Von 2018 bis Anfang 2020 moderierte er außerdem am Wochenende bei dem Gemeinschaftsradio COSMO.
Seit 2024 moderiert Bender Sendungen im WDR Fernsehen, darunter Die schönsten Weihnachtshits und Ab in die 80er - Das große Wunsch-Hit-Finale.
Er moderiert eine unregelmäßige Krimi-Rätsel-Show mit Bastian Pastewka bei WDR 4.
Bender produziert zusammen mit Moderationspartnerin Melanie den Podcast Pendlerglück, in dem es um Erlebnisse beim Bahnfahren geht.
Er ist seit 2009 als Gastdozent für die Universität Erfurt tätig und war Gastdozent für die Technische Universität Ilmenau. Seit 2018 arbeitet er im Bereich Strategie & Programmaktionen der hr Pop Unit (hr3 & YOU FM). Seit 2019 hält er mehrmals im Jahr Reise-Vorträge für TUI Cruises.

## Auszeichnungen
- 2007 Rundfunkpreis Mitteldeutschland von der Arbeitsgemeinschaft der mitteldeutschen Landesmedienanstalten, für den Besten Beitrag (Bender im Knast)[8]
- 2010 Anerkennungspreis des Rundfunkpreises Mitteldeutschland für den Beitrag Der Mann hinter der Ministerpräsidentin – Ein Spaziergang mit Martin Lieberknecht (zusammen mit Saskia Kneisel)